# Psefizma iz Lumbarde
Psefizma iz Lumbarde је monumentalni kameni natpis koji dokumentuje osnivanje i postojanje grčke kolonije na ostrvu Korčuli.To je bio ugovor sklopljen između Grka Issejaca (Višana) i domaćih Ilira početkom 4. ili u 3. veka p. n. e., pisan na grčkom jeziku, koji spada u jedan od najstarijih pisanih spomenika grčke civilizacije u Hrvatskoj, i ujedno najstariji pisani spomenik o podeli zemlje grčkim kolonistima u Hrvatskoj. Ovaj spomenik je značajan za  hrvatske geodete, jer se u njoj prvi put govori o podeli zemlje, i za pravnike jer govori o vlasništvu. Kao jedan od vrednih arheoloških nalaza psefizma se danas čuva u Arheološkom muzeju u Zagrebu.

## Naziv
Riječ psefizma je grčkog porekla, a znači zaključak (odluku) starogrčke narodne skupštine, koje je imala isti značaj kao zakon.

## Geografski i istorijski preduslovi

### Geografija
Po svom geografskom položaju ostrvo Korčula je južnodalmatinsko ostrvo,  po veličini šesto u Jadranskome moru, dugo 46,8 km i širok 5,3 do 7,8 k. Pruža se u smeru istok-zapad, jednim delom paralelno sa poluostrvom Pelješac, od koga ga razdvaja Pelješki kanal, širok oko 1.300 m, koji spaja Lastovski i Korčulanski kanal. 
Klima je na otoku vrlo blaga, sredozemna. Srednje godišnja temperatura je visok i iznosi 16,8°C (u najhladnijem mesecu januaru  iznosi 9,1°C, a u najtoplijem mesecu julu 26,9°C). Snijeg na otoku padne vrlo retko i samo na kratko, jer temperatura ispod 0°C.  Kiše su retke i padaju najčešće u jesen i zimu.
Zahvaljujući blagoj klimi i povoljnim uslovima za život ljudi,strvo je  nastanjeno u dalekoj prošlosti,počev od mlađeg kamenog doba i hvarske prapistorijske kulture. Nakon toga Korčulu nastanjuju Iliri plemena Ardijejci, a poluostrvo Pelješac Plereji. Kao dobri pomorci Iliri su vladali ostrvom tokom bronzanog i gvozdenog doba, što se vidi po nizu pronađenih grobnih ostataka i strateških kamenih gomila.

### Grci na području Jadrana
Područje Jadrana rano je postalo predmet interesovawa antičkih Grka o čemu svjedoče grčki mitovi i legende. Grčki su pomorci i trgovci zalazili duboko u Jadransko more najkasnije od 7. veka p. n, e, o čemu govore mnogobrojni nalazi posuđa i drugih predmeta otkrivenih na mnogim lokalitetima širom Jadrana, ali tek od 4. veka p. n. e. imali su svoja trgovačka uporišta u severnoj Italiji (Adria, Spina), na ušću rijeke Pad. Pretpostavlja se da su trgovački emporij imali i na reci Neretvi. Neki antički pisci spominju i koloniju Kniđana na otoku Korčuli iz 4. veka p. n. e.
Situacija se promenila tek početkom 4. veka p. n. e. kada je na području Sicilije i južne Italije vladao moćni tiranin grčkog grada Sirakuze Dionizije Stariji. Na njegov predlog u cilju širenja političkog uticaja osnovana je najstarija i najveća grčka kolonija na Jadranu, Issa na ostrvu Visu između 397. i 390. godine p. n. e. Uz Dionisijevu pomoć Grci s egejskog otoka Para (Paros) osnovali su 385. do 384. godine p. n. e. koloniju Far (Pharos) na mestu današnjega Staroga Grada na ostrvu Hvaru.

### Naseljavanje ostrava Korčula
U vreme antike ostrvo postaje naseobina Grka koji su ga nazivali Korkyra ili Kerkira Melaina. Korkira je ilirsko ime, koje ima indo-evropski koren ker-kor,  i  znači rezati, bosti (oštro brdovito ostrvo). Reč Melaina vezana je uz starije ilirsko ime (u albanskom reč mal ima značenje šuma, brdo, a Melaina šumovito brdo).  . U antičkim se izvorima strvo Korčula spominje u 4. veku p. n. e.. u Pseudoskilakovu Periplusu. Međutim, grčki kolonisti i trgovci mesto su poznavali i nešto ranije. Prema Strabonu (slavnom antičkom geografu, koji je uz K. Ptolemeja dao najviše izvora u antičkoj geografiji), Kniđani su osnovali koloniju na Korkiri Melaini. Knidska kolonija osnovana je verovatno na zapadnom delu ostrva s početkom 5. veka p. n. e.. ili čak u 6. veku p. n .e., a imala je i latinski naziv Corcyra Nigra – Crna Korčula.
Prema jednoj legendi Korkiru Melainu verojatno je osnovao Eneja (prema grčkom mitu sin Anhiza i boginje Afrodite, istaknut junak u Trojanskom ratu), a prema drugoj Antenor (mudar trojanski junak), i to u 6. veku p. n. e. Ovi podaci navode na zaključak da je knidska kolonija na zapadnom delu ostrva Korčule bila starija od farske sa Hvara (današnjega Staroga Grada), a verovatno i ostalih kolonija srednjeg Jadrana.
Međutim, prema pronađenoj Lumbardskoj psefizmi ova kolonija na istočnom delu Korčule nije knidska, jer se u tekstu spominju Issejci (znači Grci iz Isse, ili sa Visa), pa se isejska kolonija na Korčuli stavlja u vezu s emancipacijom Isse od njene metropole Sirakuze, u doba njene najveće moći, kada Issa osniva još dve kolonije na delmatskom području – Tragurion (Trogir) i Epetion (Stobreč). Naime, Issa je imala planiranu strategiju stvaranja sopstvene manjee imperija na srednjem delu istočnog Jadrana .
U 3. veku p. n. e. ostrvom su vladali Iliri sa istočne jadranske obale, a zatim Rimljani, koji ga nazivaju Corcyra Nigra (Crna Korčula). 
U 6. veku ostrvom vlada Vizantija, a nešto kasnije ostrvo je naseljen Slovenima. 

### Lokalitet Lumbarda
Lumbarda je malo ribarsko mesto na istočnom rtu ostrva Korčule, udaljeno 6 km od grada Korčule. Nalazi se na ulazu u Pelješki kanal, koji spaja Lastovski i Korčulanski kanal, i morem razdvaja ostrvo Korčulu od poluostrva Pelješac. Prema svom položaju Lumbarda je verojatno imala strateški značaj, posebno kada su brodovi u antičko doba najviše plovili uz obalu. Kroz čitavu svoju prošlost Lumbarda je bila pod uticajem različitih naroda i kultura. Prvi su stanovnici bili Iliri, koji su ostrvom vladali u bronzanom i gvozdenom dobu. Njihova materijalna ostavština ogleda se u nizu grobnih i strateških kamenih gomila. One se nalaze uglavnom u zapadnom delu Lumbarde . Prodorom Grka u Jadran, ostrvo Korčula je izašao iz anonimnosti  jer su Grci  na njem podigli dve naseobine, činu svedoči Lumbardska psefizma:
- Prvu,  koja je verovatno je bila oko Vele Luke na zapadnom delu ostrva, koju su podigli Grci s Knidosa.
- Drugu, koja je  bila u Lumbardi, a nju su osnovali Grci iz Isse (sa Visa).

## Osnovne informacije o psefizmi
Vreme nastanka
Brunšmid je Lumbardsku psefizmu datirao na osnovu paleografske analize, u prvu polovinu 4. veka p. n. e. i smatrana je najstarijim pisanim spomenika u Hrvatskoj. Ovo datiranje dugo je bilo prihvaćeno u naučnim krugovima, a pojedini stručnjaci uvrstili su je čak u sam početak 4. veka p. n. e.
Za razliku od Brunšmida Duje Rendić-Miočević je 1965. godine preispitao vreme nastanka ovog spomenika i nakon toga njegov nastanak svrstao je na početak 3. veka p. n. e.  
Značaj
Lumbardska psefizma je najznačajniji grčki pisani spomenik pronađen na tlu Hrvatske. Ona nije  pronađena u celosti već samo u komadima, njih 13, iz kojih se ipak moglo pristupiti tumačenju kako je funkcionisala vlast u grčkim kolonijama. 
A ta vlast je funkcionisala tako što je doseljenicima koji su prvi došli i sagradili  grad dodelila: 
- zemljište za gradnju kuće unutar utvrđenoga grada,
- obradivo zemljište izvan grada po 3 pletra u prvom izvlačenju loikacije poseda,
- dodatnih 1,5 pletar koji su građani dobijali u trajan posed.

Naknadni doseljenici dobijali su po 4,5 pletra obradivog, ali slabijeg zemljišta, u polju od do tada neraspodeljenog zemljišta, koje su morali vratiti zajednici (gradu – državi) nakon smrti korisnika. Dakle, oni su bili samo korisnici ili posednici zemljišta, a ne vlasnici. Ključna operacija pri osnivanju mesta bila je podela poljoprivrednog zemljišta među kolonistima, koja je mogla da utče na međuljudske odnose, ili svađa oko zemlje. Vlast je taj problem rešila  izvlačenjem, odnosno žrebanjem svih parcela. 
Otkriće

Ovaj najstariji pisani spomenik otkriven na prostoru Hrvatske govori o podeli zemlje grčkim kolonistima u Hrvatskoj, i zato je važan za izučavanje istorije Hrvatske u oblasti geodezije i prava.  Veći deo glavnih, najvećih odlomaka kamene ploče na kojoj je bio uklesan tekst psefizme slučajno je našao Lumbarđanin Božo Kršinić 1877. godine na vrhu brežuljka, na malom poluotoku Koludrtu, severno od središta Lumbarde. 
Taj deo meštani nazivaju Gradina, jer se  na  njemu nalaze ostaci starih zidina srednjovekovnog samostana s crkvom Svetog Ivana. Nakanadno  je utvrđeno da je na tom mestu nekada bila antička cisterna za vodu,  za koju se smatra da je takođe izuzetno važan spomeniku u daleko širim razmerma.
Praunuk Bože Kršinića, Frano Kršinić Šove je nastavio istraživanja svog pretka kopanjem na istom mestu i pronašao 1967. i 1968. godine još četiri nova odlomka.
Izgled i sadržaj
Lumbardska psefizma bila je uklesana na kamenom stubu s profilisanim gornjim završetkom. Stub je izrađen od domaćega crvenkasto-smeđeg krečnjačkog kamena. Njegova visina je 1,08 m, debljina 0,13 m, a širina natpisnog polja 0,69 m.  
Tekst Lumbardske psefizme, kao cjelinu, prvi je objavio Josip Brunšmid 1898. godine u monografiji  Natpisi i novac grčkih gradova u Dalmaciji (Die Inschriften und Münzen der griechische Städte Dalmatiens). Tekst Psefizme se sastoji se dva dela, i u:
- prvom delu je zaključak narodne skupštine o osnivanju kolonije i podeli zemlje doseljenicima,
- drugom delu prikazan je spisak od oko 200 kolonista razvrstanih u tri dorska plemena: Dimane (Dymanes), Hile (Hylleis) i Pamfile (Pamphylois). U popisu je do danas sačuvano 158 imena, što potpunih što sa oštećenjima, ili nepotpunih.[12]

## Literatura
- J. Brunšmid, Natpisi i novac grčkih gradova u Dalmaciji, Split, 1998.
- B. Kirigin, Issa, Zagreb, 1996.
- F. Kršinić-Šove, Da li srednjovjekovna crkva ili antička cisterna?, Zbornik otoka Korčule, sv. 2, Zagreb, 1972., str. 138-140
- P. Lisičar, Crna Korkira i kolonije antičkih Grka na Jadranu, Skopje, 1951.
- G. Novak, Arheološka istraživanja na otocima Korčuli i Hvaru u 1951. i 1952. godini, Ljetopis JAZU, sv. 59, Zagreb, 1954., str. 41-56
- G. Novak, Arheološka istraživanja na otocima Lastovu i Korčuli u 1953. godini, Ljetopis JAZU, sv. 60, Zagreb, 1955., str. 227-231
- D. Radić – B. Bass, Current Archaeological Research on the Island of Korčula, Croatia, Vjesnik za arheologiju i historiju dalmatinsku (VAHD), sv. 90-91, Split, 1997-98., str. 361-403
- D. Rendić-Miočević, Zur Frage der Datierung des Psephisma aus Lumbarda, Archaeologia Jugoslavica, sv. 6, Beograd, 1965., str. 77-80
- D. Rendić-Miočević, Nekoliko novih ulomaka grčkog natpisa iz Lumbarde, Vjesnik Arheološkog muzeja u Zagrebu (VAMZ), III. serija, sv. 4, Zagreb, 1970., str. 31-44
- D. Rendić-Miočević, Isejska naseobina u Lumbardi (Korčula) u svjetlu novih istraživanja, VAHD, sv. 68, Split, 1973., str. 133-141
- M. Suić, Antički grad na istočnom Jadranu, Zagreb, 1976.

## Spoljašnje veze
- Lumbardska Psefizma (језик: хрватски)